# Microgale jenkinsae
Microgale jenkinsae е вид бозайник от семейство Тенрекови (Tenrecidae). Видът е застрашен от изчезване.

## Разпространение
Разпространен е в Мадагаскар.